# Biserica „Acoperământul Maicii Domnului” din Băneștii Noi
Biserica „Acoperământul Maicii Domnului” este o biserică amplasată în Băneștii Noi, raionul Telenești, Republica Moldova. Este un monument arhitectural de importanță națională inclus în Registrul monumentelor Republicii Moldova ocrotite de stat cu nr. 1457 (raionul Telenești). Datează din 1877.